# بورگو ویرجیلیو
بورگو ویرجیلیو (به ایتالیایی: Borgo Virgilio) یک منطقهٔ مسکونی در ایتالیا است.

## خصوصیات
بورگو ویرجیلیو ۶۹٬۲۷ کیلومترمربع مساحت و ۱۴٬۶۵۴ نفر جمعیت دارد و ۲۱ متر بالاتر از سطح دریا واقع شده‌است.